# Hemiramphidae
Gli emiranfidi (Hemiramphidae) sono una famiglia di pesci marini e d'acqua dolce dell'ordine dei Beloniformes. Sono originari del Mar Rosso e si sono diffusi anche nel Mediterraneo a causa dell'apertura del canale di Suez.
Questi pesci sono caratterizzati da una strana forma della testa, con la mandibola che si protende ben oltre la mascella superiore: il nome del genere principale Hemiramphus, che dà il nome alla famiglia, significa infatti "mezzo becco".
Alcune specie della famiglia sono conosciute proprio con il nome comune di mezzobécco, specialmente Hemiramphus far.
Questi pesci, generalmente di piccole dimensioni, sono spesso ospiti degli acquari.

## Generi e specie
- Genere Arrhamphus
  - Arrhamphus sclerolepis
    - Arrhamphus sclerolepis krefftii
    - Arrhamphus sclerolepis sclerolepis
- Genere Chriodorus
  - Chriodorus atherinoides
- Genere Euleptorhamphus
  - Euleptorhamphus velox
  - Euleptorhamphus viridis
- Genere Hemiramphus
  - Hemiramphus archipelagicus
  - Hemiramphus balao
  - Hemiramphus bermudensis
  - Hemiramphus brasiliensis
  - Hemiramphus convexus
  - Hemiramphus depauperatus
  - Hemiramphus far
  - Hemiramphus lutkei
  - Hemiramphus marginatus
  - Hemiramphus robustus
  - Hemiramphus saltator
- Genere Hyporhamphus
  - Hyporhamphus acutus
  - Hyporhamphus affinis
  - Hyporhamphus australis
  - Hyporhamphus balinensis
  - Hyporhamphus brederi
  - Hyporhamphus capensis
  - Hyporhamphus collettei
  - Hyporhamphus dussumieri
  - Hyporhamphus erythrorinchus
  - Hyporhamphus gamberur
  - Hyporhamphus gernaerti
  - Hyporhamphus gilli
  - Hyporhamphus ihi
  - Hyporhamphus improvisus
  - Hyporhamphus intermedius
  - Hyporhamphus limbatus
  - Hyporhamphus meeki
  - Hyporhamphus melanochir
  - Hyporhamphus melanopterus
  - Hyporhamphus mexicanus
  - Hyporhamphus naos
  - Hyporhamphus neglectissimus
  - Hyporhamphus neglectus
  - Hyporhamphus pacificus
  - Hyporhamphus paucirastris
  - Hyporhamphus picarti
  - Hyporhamphus quoyi
  - Hyporhamphus regularis
  - Hyporhamphus roberti
    - Hyporhamphus roberti hildebrandi
    - Hyporhamphus roberti roberti

  - Hyporhamphus rosae
  - Hyporhamphus sajori
  - Hyporhamphus sindensis
  - Hyporhamphus snyderi
  - Hyporhamphus taiwanensis
  - Hyporhamphus unicuspis
  - Hyporhamphus unifasciatus
  - Hyporhamphus xanthopterus
  - Hyporhamphus yuri
- Genere Melapedalion
  - Melapedalion breve
- Genere Oxyporhamphus
  - Oxyporhamphus micropterus
  - Oxyporhamphus similis
- Genere Rhynchorhamphus
  - Rhynchorhamphus arabicus
  - Rhynchorhamphus georgii
  - Rhynchorhamphus malabaricus
  - Rhynchorhamphus naga[2]